# Коптєво (станція МЦК)
Коптєво — зупинний пункт/пасажирська платформа Малого кільця Московської залізниці, яка обслуговує маршрут міського електропоїзда — Московське центральне кільце.

## Розташування
Розташовано у районі Коптєво навпроти локомотивного депо Лихобори. Має один вестибюль, поєднаний з надземним переходом через колії лінії. Вихід до Михалковської вулиці і садиби Михалково на півночі і Коптєвської вулиці, поруч з кінцевою трамвайною зупинкою «Михалково» на півдні. На станції заставлено тактильне покриття. 